# Епархия Тумако

Герб епархии Тумако

Епархия Тумако (лат. Dioecesis Tumacoënsis, исп. Diócesis de Tumaco) — епархия Римско-Католической церкви с центром в городе Тумако, Колумбия. Епархия Тумако входит в митрополию Попаяна. Кафедральным собором епархии Тумако является Церковь святого Андрея.

## История
1 мая 1927 года Римский папа Пий XI выпустил буллу «Quae ad aeternam», которой учредил апостольскую префектуру Тумако, выделив её из епархий Кали (сегодня — Архиепархия Кали) и Пасто.
14 ноября 1952 года и 5 апреля 1954 года апостольская префектура Тумако передала часть своей территории новым апостольскому викариату Буэнавентуре (сегодня — Епархия Буэнавентуры) и апостольской префектуре Гуапи (сегодня — Апостольский викариат Гуапи).
7 февраля 1961 года Римский папа Иоанн XXIII выпустил буллу «Regnum Christi», которой преобразовал апостольскую префектуру Тумако в апостольский викариат.
29 октября 1999 года Римский папа Иоанн Павел II выпустил буллу «Carmelitarum Excalceatorum», которой преобразовал апостольский викариат Тумако в епархию.

## Ординарии епархии
- епископ Bernardo Merizalde Morales O.A.R. (30.03.1928 — 1949);
- епископ Pedro Nel Ramírez O.A.R. (14.07.1949 — 1954);
- епископ Luis Francisco Irizar Salazar O.C.D. (23.04.1954 — 5.11.1965);
- епископ Miguel Ángel Lecumberri Erburum O.C.D. (3.05.1966 — 8.02.1990);
- епископ Gustavo Girón Higuita O.C.D. (8.02.1990 — по настоящее время).

## Источник
- Annuario Pontificio, Libreria Editrice Vaticana, Città del Vaticano, 2003, ISBN 88-209-7422-3
- Булла Quae ad aeternam, AAS 24 (1932), стр. 357
- Булла Regnum Christi, AAS 53 (1961), стр. 596
- Булла Carmelitarum Excalceatorum  (лат.)